# جک هارگریوز
جک هارگریوز (انگلیسی: Jack Hargreaves; ۲۴ ژوئیه ۱۹۹۳) قایقران روئینگ اهل استرالیا بود.
وی در مسابقات کشوری و بین‌المللی در مجموع برندهٔ ۳ مدال طلا، ۲ مدال نقره شده‌است.